# عرابة أبو دهب
قرية عرابة أبو دهب هي إحدى القرى التابعة لمركز سوهاج بمحافظة سوهاج في جمهورية مصر العربية. حسب إحصاءات سنة 2006، بلغ إجمالي السكان في عرابة أبو دهب 16709 نسمة، منهم 8788 رجل و7921 امرأة.